# Pierre Nicolas
Pour les articles homonymes, voir Pierre Nicolas et Nicolas.
Pierre Nicolas, né à Paris le 11 septembre 1921 et mort le 21 janvier 1990 dans la même ville, est un musicien français, contrebassiste de Georges Brassens pendant près de trente ans, ainsi que d'autres grands noms de la chanson française comme Barbara, Brel, Trenet, Béart, Patachou…

## Biographie

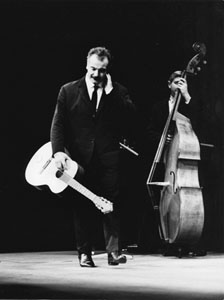
Georges Brassens avec son contrebassiste.

Pierre Nicolas naît impasse Florimont (Paris 14e) et y vit jusqu'à l'âge de 9 ans. Par un curieux hasard, c'est dans cette impasse que Georges Brassens s'installe en 1944 et qu'il vivra 22 ans, chez Jeanne Planche.
Avant de débuter une carrière de musicien, il est employé dans la fonction publique.
Pierre Nicolas maîtrise aussi bien la contrebasse que le violon, et il joue également de la guitare basse. Brassens et lui se rencontrent en 1952, dans le cabaret dirigé par Patachou, à Montmartre ; Pierre y joue dans l'orchestre de Léo Clarens, qui accompagne la chanteuse.
Lorsque, visiblement mal à l'aise, Brassens entame sa première chanson, Pierre Nicolas monte spontanément sur scène pour l'accompagner à la contrebasse ; c'est ainsi que commence une longue amitié. Il l'accompagne sur les planches et en studio d'enregistrement.
Quand il ne suit pas Brassens dans ses déplacements et concerts, Pierre Nicolas accompagne Barbara sur les planches de Bobino et sur nombre de ses disques. Il est aussi bassiste pour Patachou, Jacques Brel, Charles Trenet, Francis Lemarque, Catherine Sauvage, Pierre Chêne et beaucoup d'autres encore.[réf. nécessaire]
Après la mort de Brassens, Pierre Nicolas participe à l'enregistrement de quelques inédits du chanteur, interprétés par Jean Bertola ; il envisage même le projet d'écrire un livre sur ses trente ans de collaboration avec Georges Brassens (qui devait s'intituler Brassens vu de dos), mais il meurt avant de pouvoir réaliser ce désir, le 21 janvier 1990 dans le 15e arrondissement de Paris. Il est inhumé dans le cimetière parisien de Pantin (82e division).